# A gáláns Indiák
A gáláns Indiák (francia címén Les Indes galantes) Jean-Philippe Rameau előjáték plusz négyfelvonásos operabalettje (opéra-ballet). Az operát 1735-ben komponálta, a szövegkönyv Louis Fuzelier munkája. Az első premier 1735 augusztusában, a kibővített változaté 1736 márciusában volt a párizsi operában. Műjegyzékszáma RCT 44.

## A mű keletkezésének története
A tragédie en musique műfajú Hippolütosz és Arikia és az előadatlan Sámson után Rameau a francia operatípusok közül a könnyed opéra-ballet-t választotta, témájául pedig egy egzotikus környezetben játszódó történet szolgált. A szövegkönyv Louis Fuzelier, a kalandos életű drámaíró, librettista, költő, dalszerző munkája. A téma „igazi indiánok” párizsi látogatása után merülhetett fel Rameau-ban. Történt ugyanis, hogy 1725. november 25-én Agapit Chicagou indián törzsfőnök és öt társa érkezett Franciaországba, még XV. Lajos is fogadta őket. Az Olasz Színházban saját táncaikat mutatták be, ahol jelen volt Rameau is, és ez inspirálta Les Sauvages (A vadon) című rondóját, majd később magát A gáláns Indiákat. Rameau először csak a mű egy részét készítette el, és 1735. augusztus 23-án csak az első három tételt mutatták be az Académie Royale de Musique-ban. A komponista ezután prológ plusz négy felvonásra kibővítette a darabot, amit 1736. március 10-én állítottak színpadra, ugyanott.

## A mű szereplői
| Szerep                          | Hangnem     |
| ------------------------------- | ----------- |
| Hébé, az ifjúság istennője      | szoprán     |
| Amor, a szerelem istene         | szoprán     |
| Bellona, a háború istennője     | bariton     |
| Émilie, francia lány            | szoprán     |
| Valère, tengerésztiszt          | kontratenor |
| Oszmán, török pasa              | bariton     |
| Phani, indián lány              | szoprán     |
| Don Carlos, spanyol katonatiszt | kontratenor |
| Huascar, indián főpap           | bariton     |
| Fatime, Tacmas rabszolgája      | szoprán     |
| Zaïre, Ali rabszolgája          | szoprán     |
| Tacmas, perzsa herceg           | kontratenor |
| Ali, Tacmas bizalmasa           | bariton     |
| Zima, indián törzsfőnök lánya   | szoprán     |
| Adario, indián harcos           | tenor       |
| Damon, francia tiszt            | kontratenor |
| Don Alvar, spanyol tiszt        | bariton     |

## A mű cselekménye

### Előjáték
Hébé és Bellona a szeretet örömeit magasztalja, majd négy nemzet ifjúi távoznak, hogy Bellonát szolgálják. Amor (Cupido) azonban az Indiák távoli vidékére küldi őket, hogy a háború helyett inkább a szerelem legyen életük középpontjában.

### Első felvonás: A nagylelkű pasa
Elrabolják és rabszolgának adják el Émile-t, a francia lányt, így kerül a török Oszmán pasához. A pasa beleszeret Émile-be, aki azonban még mindig Valère-t szereti. A dolgok furcsa alakulása révén Valère éppen a közelben szenved hajótörést, és a tengerésztisztet Oszmán elé viszik. A pasa felismeri benne azt az embert, aki korábban felszabadította őt a rabszolgasorból. Hálából elengedi – szerelmével együtt.

### Második felvonás: Peru inkái
Don Carlos, a spanyol katonatiszt és Phani, a perui inka lány szerelmesek egymásba. Kapcsolatukat azonban rossz szemmel nézi Hauscar főpap, és amikor az inkák a Napisten ünnepére készülnek, varázsereje segítségével eléri, hogy kitörjön a közeli vulkán, amit a főpap a Napisten haragjával magyaráz. Ezt Don Carlos nem hiszi el, és a lánnyal együtt elszökik, a tűzhányó pedig a varázslót temeti el.

### Harmadik felvonás: A perzsa virágfesztivál
Tacmas perzsa herceg és barátja, Ali, egymás rabszolgáiba lettek szerelmesek: Tacmas Zaïre, Ali pedig Fatime kegyeiért vágyakozik. Összetalálkoznak a  virágünnepen, de sorozatos félreértések adódnak abból, hogy Tacmas nőnek, Fatime pedig férfinak öltözött. Végül azonban kiderül, ki kicsoda, az is, hogy a lányok is szerelmesek a másik urába, így mind a négyen boldogan vesznek részt az ünnepségen.

### Negyedik felvonás: A vademberek
Az indián vezér, Adaro vereséget szenvedett az európaiaktól, és a békekötésre készül. Adaro szerelmes a törzsfőnök lányába, Zimába, de a lány tetszik a spanyol Don Alvarnak és a francia Damonnak is. Zima azonban Adarót választja, mert a spanyolt túlságosan féltékenynek, a franciát pedig érzéketlennek tartja. A férfiak megnyugodva elszívják a békepipát, majd tánccal fejeződik be a szertartás.

## A mű színpadra állítása

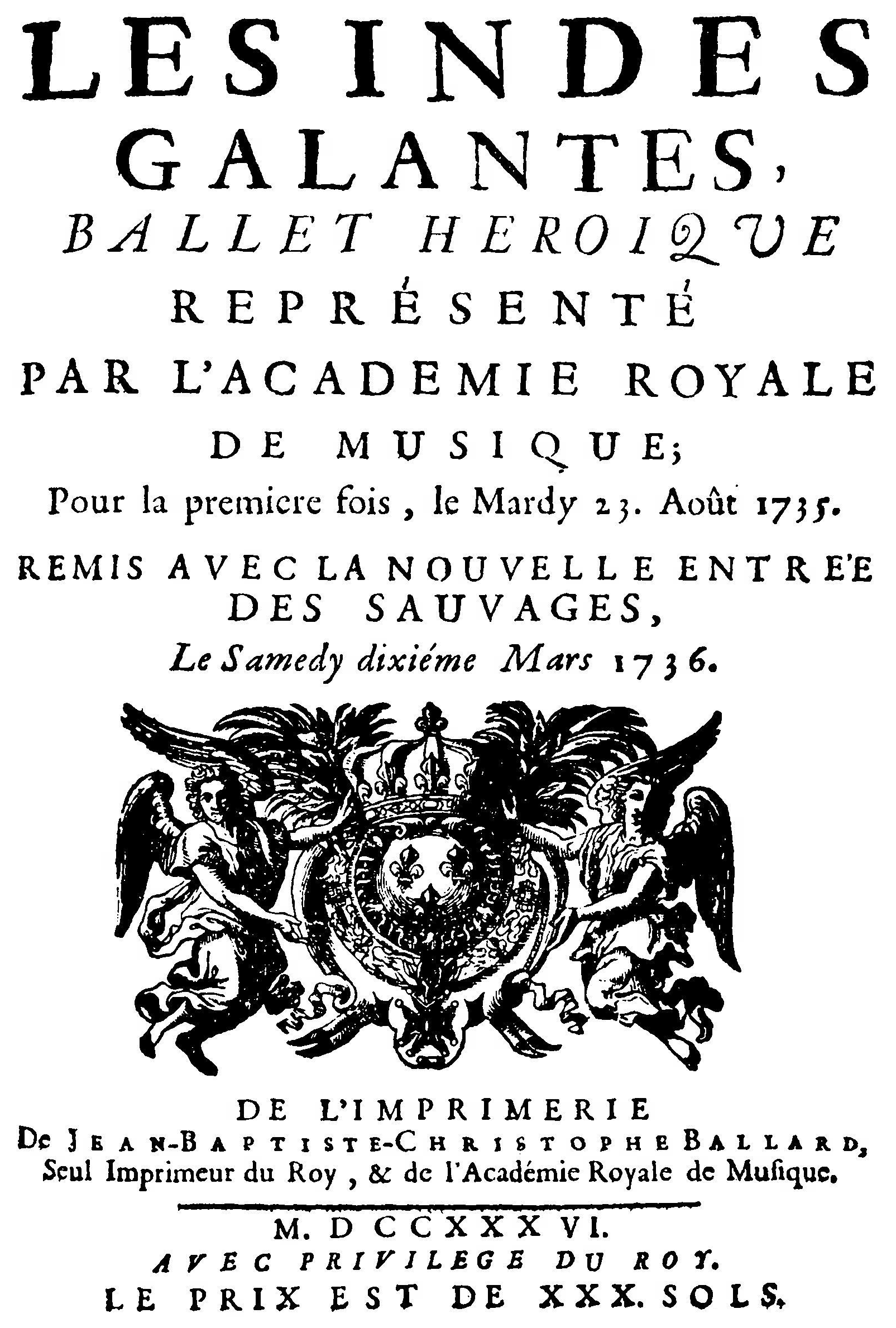
Az opera 1736. március 10-i bemutatójának hirdetése

A gáláns Indiák első változatát 1735. augusztus 23-án mutatták be az Académie Royale de Musique-ban. Ez az első változat három felvonásból állt, és Messieur Chéron vezényelt. Ismert a bemutató szereposztása is, eszerint Hébét Mlle Eremans, Amort Mlle Petitpas, Bellonát Cuignier, Emilie-t Marie Pélissier, Valère-t Pierre Jélyotte, Oszmánt Jean Dun alakította stb. A koreográfiát Louis Dupré készítette, és ismert a balett-táncosok neve is. Jóllehet a harmadik felvonásban az első előadások után kellett némi változtatást végrehajtani, az előadás sikert hozott a komponista és az előadók számára. Rameau ezután tovább dolgozott az operán, és a negyedik felvonással kibővült darabot 1736. március 10-én állították színpadra, ugyancsak az Académie Royale de Musique-ban. A siker akkora volt, hogy 185-ször adták elő, utoljára 1761-ben. Ezt követően a Paris Opéra 179 éven át nem tűzte műsorára, de más színházakban ezután is sokszor színpadra került, és ez számít Rameau egyik legsikeresebb operájának.
A 20. században Paul Dukas új hangszerelést készített hozzá, és ezt a változatot mutatták be 1925. május 30-án az Opéra-Comique-ban. Azóta is rendre színpadra tűzik a világ operaszínpadain, és számos hang- és videófelvétel készült belőle.

## A mű zenéje
A gáláns Indiákban szerencsésen találkozott a kiváló librettó és a kifejező zene. Fuzelier szellemes librettója lehetőséget teremtett Rameau számára, hogy „az opéra lyrique-től a tragédie en musique-ig az érzelmek teljes skáláját” megjeleníthesse. Kiválóan kezeli a kórust, amit szóló énekekkel is kombinál, rendkívül változatosak a táncformák, és könnyed természetességgel kapcsolja össze az egyes jeleneteket. Rameau a negyedik felvonásban felhasználta azt a csembalórondóját, amit 1725-ben írt, az indiánok párizsi látogatása után. Az opera Rameau egyik legismertebb és legkedveltebb operája, Berlioz például rajongott érte.
Az operabalett dallamainak felhasználásával Rameau készített egy szvitet is, amit gyakran adnak elő kamarazenekarok, szimfonikus zenekarok.

## Hangfelvételek
- Hébé/Emilie/Zaire – Gerda Hartman, Bellone/Osman/Huascar/Ali/Alvar – Philippe Huttenlocher, L’Amour/Phani/Fatime/Zima – Jennifer Smith, Valére/Carlos/Damon – Louis Devos, Tacmas/Adario – John Elwes. Közreműködik: a Paillard Chamber Orchestra, Ensemble Vocal a Coeur Joie de Valence, koncertmester: Jean-François Paillard. Kiadó: Warner Music/Erato, 2011. 3 CD.
- Hébé – Danielle de Niese, Bellone – Joao Fernandes, L’Amour – Valérie Gabail, Osman – Nicolas Cavallier, Emilie – Anna Maria Panzarella, Valére – Paul Agnew, Huascar/Ali – Nathan Berg, Phani – Jaël Azzaretti, Don Carlos – Franois Piolino, Tacmas – Richard Croft, Zaire – Gaéle Le Roi, Fatime – Malin Hartelius, Adario – Nicolas Rivenq, Damon – Christoph Strehl, Don Alvar – Christophe Fel, Zima – Patricia Petibon. Közreműködik:  Les Arts Florissants, Chorus Les Arts Florissants, vezényel: William Christie, koreográfus: Blanca Li. A felvétel helye és ideje: Opéra National de Paris, 2003. Kiadó: Opus Arte, 2003. 2 DVD.

## Fordítás
Ez a szócikk részben vagy egészben  a   Les Indes galantes című angol Wikipédia-szócikk ezen változatának fordításán alapul.  Az eredeti cikk szerkesztőit annak laptörténete sorolja fel. Ez a jelzés csupán a megfogalmazás eredetét és a szerzői jogokat jelzi, nem szolgál a cikkben szereplő információk forrásmegjelöléseként.